# Marcin Kikut
Marcin Kikut (ur. 25 czerwca 1983 w Barlinku) – polski piłkarz, menedżer, trener i przedsiębiorca, reprezentant Polski. Po zakończeniu kariery sportowej zajął się biznesem hotelarskim, zarządza Blu Apartments w Sarbinowie.

## Życiorys
Wychował się w Barlinku. Jako młody zawodnik szkolił się w akademii Amiki Wronki, gdzie rozwijał swoje umiejętności piłkarskie. Po fuzji Lecha Poznań z Amiką Wronki w 2006 roku przeszedł do poznańskiego klubu. Największe sukcesy odniósł właśnie jako zawodnik Lecha Poznań, z którym zdobył mistrzostwo Polski (2010), Puchar Polski (2009) i Superpuchar Polski (2009).
W barwach „Kolejorza” grał u boku takich piłkarzy jak Robert Lewandowski, Sławomir Peszko, Artjoms Rudņevs czy Grzegorz Wojtkowiak.
Po zakończeniu kariery sportowej zajął się biznesem, wchodząc m.in. w branżę hotelarską. Obecnie zarządza Blu Apartments w Sarbinowie, a także prowadzi działalność wspierającą rozwój ludzi ze świata biznesu i sportu.
Jego młodszy brat, Karol Kikut, od sezonu 2019/2020 odpowiada za przygotowanie motoryczne pierwszej drużyny Lecha Poznań, wcześniej pracując jako trener przygotowania fizycznego w zespołach młodzieżowych i rezerwach klubu.

## Kariera piłkarska
Karierę rozpoczął w Pogoni Barlinek, skąd w 2001 roku przeszedł do Amica Wronki. Początkowo występował w rezerwach, a w sezonach 2004/05 i 2005/06 grał w pierwszym zespole. W Ekstraklasie zadebiutował 31 lipca 2004 roku w meczu przeciwko Odrze Wodzisław. W barwach Amiki rozegrał 47 spotkań ligowych, zdobywając 6 bramek.
W 2006 roku, po fuzji Amiki Wronki z Lechem Poznań, Kikut został zawodnikiem Lecha. W grudniu 2008 roku przedłużył kontrakt z klubem do czerwca 2012 roku. W sezonie 2008/09 zmagał się z kontuzjami, które wykluczyły go z gry od czerwca do października 2008 roku. Po rehabilitacji wrócił na boisko 9 listopada 2008 roku w meczu przeciwko Lechii Gdańsk. 11 kwietnia 2009 roku strzelił swoją pierwszą bramkę dla Lecha, zapewniając zwycięstwo 2:1 nad Piastem Gliwice w 93. minucie meczu. Z Lechem zdobył mistrzostwo Polski, Puchar Polski oraz Superpuchar Polski.
2 sierpnia 2012 roku podpisał dwuletni kontrakt z Ruchem Chorzów, z którego odszedł 5 listopada 2013 roku. 4 stycznia 2014 roku związał się dwuletnią umową z Widzewem Łódź, jednak w lipcu 2014 roku przeszedł do Bytovii Bytów. Karierę zakończył 1 stycznia 2019 roku.

### Statystyki klubowe
Aktualne na 22 listopada 2017:
| Klub                      | Sezon              | Liga               | Liga  | Liga   | Puchar kraju | Puchar kraju | Europa | Europa | Puchar Ekstraklasy | Puchar Ekstraklasy | Suma  | Suma   |
| Klub                      | Sezon              | Liga               | Mecze | Bramki | Mecze        | Bramki       | Mecze  | Bramki | Mecze              | Bramki             | Mecze | Bramki |
| ------------------------- | ------------------ | ------------------ | ----- | ------ | ------------ | ------------ | ------ | ------ | ------------------ | ------------------ | ----- | ------ |
| Amica Wronki              | 2004/2005          | Ekstraklasa        | 17    | 2      | 6            | 0            | 6      | 0      | –                  | –                  | 29    | 2      |
| Amica Wronki              | 2005/2006          | Ekstraklasa        | 30    | 4      | 4            | 2            | –      | –      | –                  | –                  | 34    | 6      |
| Amica Wronki              | Ogólnie            | Ogólnie            | 47    | 6      | 10           | 2            | 6      | 0      | 0                  | 0                  | 63    | 8      |
| Lech Poznań               | 2006/2007          | Ekstraklasa        | 18    | 0      | 4            | 0            | 1      | 0      | 5                  | 0                  | 28    | 0      |
| Lech Poznań               | 2007/2008          | Ekstraklasa        | 28    | 0      | 1            | 0            | –      | –      | 4                  | 0                  | 33    | 0      |
| Lech Poznań               | 2008/2009          | Ekstraklasa        | 12    | 1      | 4            | 0            | 2      | 0      | 2                  | 0                  | 20    | 1      |
| Lech Poznań               | 2009/2010          | Ekstraklasa        | 17    | 0      | 1            | 0            | 3      | 0      | 1                  | 0                  | 22    | 0      |
| Lech Poznań               | 2010/2011          | Ekstraklasa        | 19    | 0      | 5            | 0            | 11     | 0      | 1                  | 0                  | 36    | 0      |
| Lech Poznań               | 2011/2012          | Ekstraklasa        | 12    | 0      | 1            | 0            | –      | –      | –                  | –                  | 13    | 0      |
| Lech Poznań               | Ogólnie            | Ogólnie            | 106   | 1      | 16           | 0            | 17     | 0      | 13                 | 0                  | 152   | 1      |
| Ruch Chorzów              | 2012/2013          | Ekstraklasa        | 14    | 0      | 4            | 0            | –      | –      | –                  | –                  | 18    | 0      |
| Ruch Chorzów              | Ogólnie            | Ogólnie            | 14    | 0      | 4            | 0            | 0      | 0      | 0                  | 0                  | 18    | 0      |
| Widzew Łódź               | 2013/2014 w        | Ekstraklasa        | 8     | 0      | 0            | 0            | –      | –      | –                  | –                  | 8     | 0      |
| Widzew Łódź               | Ogólnie            | Ogólnie            | 8     | 0      | 0            | 0            | 0      | 0      | 0                  | 0                  | 8     | 0      |
| Bytovia Bytów             | 2014/2015          | I liga             | 8     | 0      | 1            | 0            | –      | –      | –                  | –                  | 9     | 0      |
| Bytovia Bytów             | Ogólnie            | Ogólnie            | 8     | 0      | 1            | 0            | 0      | 0      | 0                  | 0                  | 9     | 0      |
| Formacja Port 2000 Mostki | 2015/2016 j        | III liga           | 16    | 0      |              | 0            | –      | –      | –                  | –                  | 16    | 0      |
| Formacja Port 2000 Mostki | Ogólnie            | Ogólnie            | 16    | 0      |              | 0            | 0      | 0      | 0                  | 0                  | 16    | 0      |
| Tarnovia Tarnowo Podgórne | 2015/2016 w        | IV liga            | 12    | 4      | 0            | 0            | –      | –      | –                  | –                  | 12    | 4      |
| Tarnovia Tarnowo Podgórne | 2016/2017          | IV liga            | 18    | 1      | 3            | 0            | –      | –      | –                  | –                  | 21    | 1      |
| Tarnovia Tarnowo Podgórne | 2017/2018 j        | IV liga            | 5     | 0      | 2            | 0            | –      | –      | –                  | –                  | 7     | 0      |
| Tarnovia Tarnowo Podgórne | Ogólnie            | Ogólnie            | 35    | 5      | 5            | 0            | 0      | 0      | 0                  | 0                  | 40    | 5      |
| Ogólnie w karierze        | Ogólnie w karierze | Ogólnie w karierze | 234   | 12     | 36           | 2            | 23     | 0      | 13                 | 0                  | 306   | 14     |

## Kariera reprezentacyjna
10 grudnia 2010 zadebiutował w reprezentacji Polski podczas meczu towarzyskiego z reprezentacją Bośni i Hercegowiny.
| #  | Data       | Miasto                     | Przeciwnik           | Gol | Wynik | Rozgrywki  | Grał                                        |
| -- | ---------- | -------------------------- | -------------------- | --- | ----- | ---------- | ------------------------------------------- |
| 1. | 10.12.2010 | Antalya                    | Bośnia i Hercegowina |     | 2:2   | towarzyski | do 45' zmieniony przez Szymona Pawłowskiego |
| 2. | 06.02.2011 | Vila Real de Santo António | Mołdawia             |     | 1:0   | towarzyski | 90'                                         |